# الكتاب الأسود (فلم)
الكتاب الأسود (بالإنجليزية: Black Book بلاك بوك) (باللغة الهولندية Zwartboek)) هو فيلم درامي حربي من إنتاج عام 2006 شارك في تأليفه وإخراج بول فيرهوفين وبطولة: كاريس فان هوتن وسيباستيان كوخ وتوم هوفمان وهيلينا راين.
الفيلم، الذي أعتمد على العديد من الأحداث والشخصيات الحقيقية بالواقع وهو يتحدث عن فتاة يهودية شابة في هولندا أصبحت جاسوسة للمقاومة الهولندية ضد الاحتلال الألماني النازي للبلاد خلال الحرب العالمية الثانية بعد أن أصابتها مأساة قتل عائلتها بالكامل (والديها وشقيقها وصديقها أيضا). عُرض الفيلم لأول مرة في العالم في 1 أيلول/سبتمبر 2006 في مهرجان البندقية السينمائي وإصداره العام في 14 أيلول/ سبتمبر 2006 في هولندا. إنه أول فيلم صنعه فيرهوفن في هولندا منذ فيلم الرجل الرابع The Fourth Man، الذي أنتج عام 1983 قبل أن ينتقل إلى الولايات المتحدة. كانت ردود أفعال الصحافة في هولندا عن هذا الفيلم إيجابية. مع الفوز بثلاثة جوائز (عجول ذهبية)، كما حصل فيلم (الكتاب الأسود) على أكبر عدد من الجوائز في مهرجان هولندا السينمائي في عام 2006. كما تلقت الصحافة الدولية هذا الفيلم بشكل إيجابي، خاصةً لأداء كاريس فان هوتن. تم ترشيح هذا الفيلم لجائزة (بافتا BAFTA) لأفضل فيلم ليس ناطقاً باللغة الإنكليزية، وكانت قد شاركت به هولندا لنيل جائزة الأوسكار لأفضل فيلم بلغة أجنبية في عام 2007، ولكن لم يتم ترشيحه ضمن أفضل الأفلام الناطقة بلغة اجنبية أصلا من قبل أكاديمية اوسكار نفسها..
عند إصداره، كان هذا الفيلم الهولندي الأكثر كلفة على الإطلاق، وكذلك الفيلم الأكثر نجاحًا تجاريًا في هولندا، حيث حقق أعلى إجمالي شباك التذاكر في ذلك البلد عام 2006. وفي عام 2008، صوت الجمهور الهولندي عليه على أنه أفضل فيلم هولندي على الإطلاق في تأريخ السينما الهولندية. [3]

## حبكة الفيلم
(تحذير: إذا اردت مشاهدة الفيلم لا تطالع القصة أدناه لئلا يفسد الفيلم)
يبدأ الفيلم في تشرين الأول/أكتوبر عام 1956 عند زيارة وفد سياحي من أوروبا لفلسطين المحتلة وهناك تكتشف إحدى السائحات الأوروبيات (وهي الفتاة الهولندية روني) إلى ان المعلمة التي تعطي حصة للتلاميذ هي صديقتها (اليس دي فيرس) الفتاة اليهودية راشيل شتاين وتستغرب ما الذي جاء بها إلى هنا. وهنا تعود احداث الفيلم إلى هولندا المحتلة في أيلول/سبتمبر عام 1944، حيث اختبأت المطربة الهولندية اليهودية راشيل شتاين من النظام النازي المحتل لهولندا آنذاك. عندما يتم تدمير المزرعة التي كانت تختبئ فيها بواسطة طائرة حربية معادية، مما يضطرها لأن تذهب لرؤية (كاتب عدل Notary) هولندي مخضرم يدعى (ويم سمال Wim Smaal)، الذي كان يساعد أسرتها سابقاً. حيث يرتب لها طريق الهروب عن طريق الجزء الجنوبي المحرّر من البلاد. بمساعدة رجل يدعى فان جين، وهناك تم لم شمل المطربة اليهودية راشيل شتاين مع عائلتها الذين فروا بركوب قارب لنقلهم مع لاجئين يهود آخرين إلى الجنوب. ولكن تم نصب كمين على النهر من قبل أفراد من قوات الأمن النازية الألمانية الخاصة، والذين يقتلون جميع اللاجئين وسرقة جثثهم من كل الأموال والأشياء الثمينة. أما المطربة راشيل شتاين وحدها فقد أستطاعت النجاة والبقاء قيد الحياة بالقفز من المركب وهو يتعرض للهجوم بالوقت المناسب رغم اصابتها برأسها، لكنها لم تتمكن من الهروب من الأراضي الهولندية المحتلة فأضطرت للرجوع باستخدام اسم مستعار لفتاة غير يهودية وهو (أليس دي فيرس Ellis de Vries)، ثم تنساق أكثر وتنخرط لتصبح راشيل شتاين متورطة مع مجموعة من أفراد المقاومة الهولندية للاحتلال الألماني النازي في لاهاي، بقيادة (كيربن كايبرز Gerben Kuipers) وتعمل بشكل وثيق مع الطبيب (هانز اكريمانز Hans Akkermans.) ضمن خلية المقاومة هذه. ويكون كاتب العدل الهولندي المخضرم ويم سمال على اتصال مع خلية المقاومة هذه أيضا. وعندما يتم القبض على نجل كايبرز وأعضاء آخرين من المقاومة من قبل القوات النازية الألمانية المحتلة، توافق راشيل شتاين (إليس دي فيرس) على المساعدة بالإفراج عنهم أو تهريبهم وذلك بإغواء قائد قوات الاحتلال النازي الألماني النازي (لودفيك مونتز Ludwig Müntze). وفي حفل في المقر الرئيسي لقوات الاحتلال الألمانية النازية تستطيع إليس دي فيرس (اليهودية راشيل شتاين) التعرف على الضابط الألماني النازي الذي قاد المذبحة الوحشية للعوائل اليهودية الهاربة بالقارب ومنهم عائلتها وهو الضابط (غونتر فرانكن Günther Franken) وهو نائب القائد الذي جاءت لإغوائه (الضابط لودفيك مونتز). وتحصل راشيل شتاين (اليس دي فيرس) على وظيفة كسكرتيرة في مقر SD لكنها تقع في حب القائد لودفيك مونتز الذي لم يكن سيئا أو ساديا، على عكس فرانكن. تدرك أنها يهودية، لكنها لا تهتم.
وبفضل الميكروفون الخفي الذي تزرعه إليس دي فيرس (راشيل شتاين) في مكتب غونتر فرانكن، تدرك المقاومة الهولندية أن (فان جين) هو الخائن الذي خان راشيل وعائلتها واليهود الآخرين وسلمهم إلى قوات الأمن الخاصة بغية قتلهم واخذ كل ما يملكون لمصلحة غونتر فرانكين.
قرر المقاوم الطبيب هانز اكريمانز سمال مخالفة قائد المقاومة كيربن كايبرز وخطف فان جينت لفضحه لكن عملية اختطافه تفشل فتؤدي العملية إلى قتل فان جين لمحاولة افلاته من الاختطاف فتؤدي عملية اغتياله إلى رد فعل المحتلين النازيين وقرار غونتر فرانكن بإعدام (40) رهينة من المقاومة الهولندية بمن فيهم نجل قائد المقاومة الهولندية كيربن كايبرز لكن القائد النازي للمنطقة لودفيك مونتز يدرك ان الحرب لا طائل منها وان الهزيمة ستحل بألمانيا لذلك يخالف أوامر القيادة العليا واوامر هتلر بالذات ويقوم بالتفاوض عن طريق وسيط مع المقاومة الهولندية للاحتلال النازي وعقوبة التفاوض معهم الإعدام رميا بالرصاص ومع ادراكه ذلك يمضي قدما بذلك. يكتشف الضابط لودفيك مونتز تخفي إليس دي فيرس ويجبرها على إخباره بقصتها وبناء على ما عرفته من انحراف نائبه الضابط غونتر فرانكن في قتلى العوائل اليهودي ونهب أموالها، يواجهه مع الضابط النازي رفيع المستوى (كوتنر Käutner) والذي يأمر فرانكن بفتح خزنته، متوقعا العثور على الأشياء الثمينة المسروقة من اليهود الذين قتلهم وهذا يعد جريمة كبرى. ومع ذلك، فإن الخزنة لا تحتوي على تلك الأشياء الثمينة، ثم يخبر فرانكن الضابط كوتنر أن الضابط مونتز يتفاوض مع المقاومة الهولندية (الإرهابيين) ما أجل هدنة فيقوم كوتنر بأعتقال مونتز وسجنه والحكم عليه بالإعدام رمياً بالرصاص. تقرر المقاومة الهولندية إنقاذ أعضائها المسجونين بالقيام بعملية خطيرة باختراق القاعدة الألمانية النازية. ويطلب من اليس دي فيرس (راشيل) الاشتراك بالعملية واستغلال وجودها داخل القاعدة كسكرتيرة من اجل التمهيد لاختراقها من المقاومة الهولندية المهاجمة توافق اليس بشرط تحرير الضابط الألماني النازي لودفيك مونتز معهم بالعملية. وتتم العملية لكن تفشل فيقتل أغلب المهاجمين والسجناء معاً مما يعني أن العملية اخترقت وتعرضت للخيانة من شخص ما حيث تجد القوة المهاجمة ان القوات الألمانية بانتظارهم في زنازين السجناء عند تحريرهم ولم ينج من المهاجمين الا الطبيب هانز اكرمانز ورجل آخر تمكنا من الفرار.
تم اعتقال إليس في وقت لاحق ونقلها إلى مكتب فرانكن. والذي كان يعرفها وعن الخرق والتجسس الذي قامت به ولاقطة الصوت السرية التي زرعتها خلف الصورة ومن ان المقاومة الهولندية كانت تتنصت عليهم لكنه يقوم بخبث بحركة ليقوم بتضليل المقاومة الهولندية ويجعلها تظن أن الجاسوس الذي أخترقهم هي اليس (راشيل) نفسها وهي المسؤولة عن افشال عملية الإنقاذ للسجناء من رجال المقاومة الهولندية مما جعل قائد المقاومة كايبرز يقسم على ان تدفع اليس ثمن الخيانة وقتلها لنجل السجين مع بقية السجناء! ثم تقوم الفتاة (روني Ronnie) وهي امرأة هولندية تعمل في المقر الرئيسي لقوات الاحتلال الألماني النازي (عشيقة الضابط النازي المجرم الجشع غونتر فرانكن) بمساعدة اليس (راشيل) بعد ان أكدت الأخيرة لها في وقت سابق بأن لها دور في المقاومة الهولندية، فتساعدها هي والضابط الألماني المعتقل مونتز على الهروب.
عندما يتم تحرير البلاد من قبل الحلفاء، يحاول الضابط النازي الجشع فرانكن الهروب بالقارب ومعه كل أموال ضحاياه من العوائل اليهودية التي قتلهم، ولكنه يقتل من قبل الطبيب المقاوم أكرمان، الذي بدوره يستحوذ على الغنائم اليهودية.
يتضح بأن المشتبه به الواشي بالمقاومة الهولندية هو الخائن ويم سمال كاتب العدل الهولندي المخضرم نفسه! تذهب اليس (راشيل) ولودفيك مونتز لمواجته بالحقيقة لكن ويم سمال يؤكد بأن الدليل لكشف هوية الخائن للمقاومة الهولندية مدون في كتابه الأسود (ومن هنا جاء عنوان الفيلم Black Book) والذي كان يفصل فيه جميع تعاملاته مع اليهود. ومع ذلك، يرفض إجراء مزيد من المناقشة، راغبًا في الذهاب إلى السلطات الكندية. عندما يوشك على المغادرة، يُقتل سمال وزوجته على يد مهاجم مجهول. يطارده مونتز في الشارع لمعرفة هويته لكن يتم التعرف عليه من قبل الحشد الهولندي كضابط ألماني نازي فيعتقل من قبل جنود من الجيش الكندي. تتعرف المقاومة الهولندية أيضًا على إليس (راشيل) وتعتقلها كمتعاونة، ولكن ليس قبل أن تمسك بـ (الكتاب الأسود).
يتم تقديم مونتز أمام الضباط الكنديين البارزين وهناك يجد مونتز ان قائده الألماني النازي الذي أعتقله بغية تنفيذ حكم الإعدام به لتعامله مع المقاومة الهولندية (الإرهابيين) وهو الضابط النازي (كوتنر Käutner) يجد أنه يساعد في الحفاظ على النظام بين القوات الألمانية المهزومة وقوات التحالف المنتصرة ثم يقنع كوتنر العقيد الكندي أنه بموجب القانون العسكري، يحتفظ الجيش الألماني المهزوم بالحق في معاقبة جنوده.
وانه بسبب حكم الإعدام الصادر بحق مونتز يجب ان ينفذ به حالا فلم يستطع العقيد الكندي الاعتراض وهكذا ينفذ كوتنر حكم الإعدام بمونتز بالإعدام رميا بالرصاص من قبل فرقة إطلاق نار ألمانية.
أما اليس (راشيل) فيتم سجنها مع بقية الخونة والمتعاونين مع المحتل الألماني النازي، حيث يتم إذلالهم وتعذيبهم من قبل السجانين المتطوعين المناهضين للاحتلال النازي، ولكن يتم إنقاذها من قبل أكرمانز والذي صار الآن عقيداً في الجيش الهولندي. أحضرها أكرمانز إلى مكتبه الطبي، وأخبرها بأنه قتل فرانكن عندما حاول هذا النازي الهرب بالقارب المائي ثم يظهر لها الأشياء الثمينة التي سرقت من الضحايا اليهود. وعندما يتم يخبرها عن مصير مونتز واعدامه تصدم اليس (راشيل) فيقوم اكرمانز بحقنها بمهدئ لكنه بالحقيقة يحقنها بجرعة زائدة من الانسولين لغرض قتلها فتشعر اليس (راشيل) بالدوار وتكاد تغيب عن الوعي وشاهدت زجاجة الانسولين التي حقنت بها فتناولت قطعة من الشوكولاتة بسرعة كي لا تفقد الوعي ولتنجو من موت محقق كما أخبرها اكرمانز بعد حقنها وهنا أدركت اليس (راشيل) ان اكرمانز هو الخائن للمقاومة الهولندية والذي تعاون مع الضابط الألماني الجشع فرانكن وهو الذي قتل الكاتب العدل الهولندي المخضرم ويم سمال وزوجته وهنا انتهزت فرصة قيام اكرمانز بالخروج للشرفة لتحية الحشود التي كانت تهتف له فقفزت من الشرفة على الحشود تحت وهربت ولم تنفع ملاحقة اكرمانز لها لأنها تاهت بين الحشود التي منعته وحملته لتحتفي به كأحد ابطال المقاومة الهولندية للاحتلال الألماني النازي للبلاد.
تثبت اليس براءتها للمخابرات العسكرية الكندية ولزعيم المقاومة السابق كيربن كايبرز عن طريق
الكتاب الأسود لكاتب العدل الهولندي الراحل ويم سمال حيث يسرد عدد اليهود الذين تم نقلهم إلى اكرمانز للحصول على المساعدة الطبية. وهنما استطاع كيربن كايبرز واليس (راشيل) اللحاق بالخائن الطبيب اكرمانز وهو يحاول الهرب مختبئاً في نعش في كفن مع المال المسروق والذهب والمجوهرات لليهود الذين قتلوا. وهنا ينجحان بقتل السائق وتقوم اليس (راشيل) بغلق فتحات التهوية السرية للتابوت الذي يختبئ فيه اكرمانز الذي حاول رشوتها بتلك الأموال في حين واصل كايبرز بقيادة السيارة إلى نهر (هولاندز ديب Hollands Diep) حيث الفخ الذي قتلت فيها العوائل اليهودية بما فيها عائلتها، يستمر اكرمانز بضرب التابوت من الداخل لشعوره بالاختناق وشيئا فشيئا تتوقف الضربات ويختنق ميتا داخله ثم يتساءل كايبرز مع اليس عن الأموال وما الذي سيفعلونه بها فتقول له (انها للأموات) ثم يتغير المشهد إلى فلسطين المحتلة في تشرين الأول/أكتوبر عام 1956 مجدداً، ويعيد تصوير المشاهد الافتتاحية، ويظهر أن راشيل تلتقي بزوجها وطفليها الذين كانوا يبحثون عنها وهي تجلس على شاطئ النهر وهي تستعيد ذاكرتها الحزينة تلك ثم وتعود إلى كيبوتز شتاين (مستوطنة زراعية وعسكرية صهيونية في فلسطين المحتلة)، مع لافتة عند البوابة تعلن أنه تم تمويله بأموال مستردة من اليهود الذين قتلوا خلال الحرب. في المشهد الأخير، يتوقف هدوء راشيل وعائلتها بسبب انفجارات سمعت عن بعد. صفارات الإنذار تعلن عن هجوم جوي وجنود صهاينة يضعون أنفسهم في مقدمة الكيبوتز.

## أدوار الشخصيات بالفيلم
- كاريس فان هوتن: لعبت دور الفتاة اليهودية راشيل شتاين، اليس دي فيرس
- سيباستيان كوخ: لعب دور الضابط الألماني النازي لودفيج مونتز
- توم هوفمان: لعب دور الطبيب المقاوم الهولندي الخائن هانز اكرمانز
- هالينا راين: لعبت دور الفتاة روني
- فالديمار كوبوس: لعب دور الضابط الألماني النازي الجشع غونتر فرانكن
- ديريك دي لينت: لعب دور قائد المقاومة جيربن كايبرز
- كريستيان بيركل: لعب دور الجنرال الألماني النازي كوتنر القائد الأعلى المشرف على الضابطين مونتز وفرانكن
- دولف دي فريس: لعب دور كاتب العدل الهولندي المخضرم ويم سمال الذي كان يحتفظ بالكتاب الأسود
- بيتر بلوك: لعب دور السيد فان جين، الشرطي الذي يخون أولئك الذين يحاولون مغادرة الأراضي المحتلة ومنهم العوائل اليهودية
- ميشيل هويسمان: لعب دور روب، البحار الذي يساعد راشيل شتاين على الالتحاق بعائلتها للهرب معها بداية الفيلم
- رونالد أرمبروست: لعب دور تيم كايبرز، ابن جيربن كايبرز، شيوعي، وعضو في جماعة المقاومة الهولندية
- فرانك لامرز: لعب دور كيس، عضو جماعة المقاومة الهولندية
- ماتياس شوينارتس: لعب دور جوب، عضو في جماعة المقاومة الهولندية
- جوني دي مول: لعب دور ثيو، مسيحي متدين وعضو في جماعة المقاومة الهولندية
- زاندر شترات: لعب دور مارتن، عضو في جماعة المقاومة الهولندية

## إنتاج
بعد 20 عامًا من صناعة الأفلام في الولايات المتحدة، عاد المخرج الهولندي فيرهوفن إلى وطنه، هولندا، لصنع فيلم (الكتاب الأسود). كتب قصة الفيلم من قبل المخرج فيرهوفن نفسه وكتب السيناريو جيرارد سويتمان، الذي صنع معه أفلامًا ناجحة مثل (الفرحة التركية Turkish Delight) إنتاج عام 1973، و (جندي الحرب البرتقالي Soldier of Orange) إنتاج عام 1977، وكان الرجلان يعملان على النص لمدة خمسة عشر عامًا،[4] لكنهما قاما بحل مشاكل قصتهما في أوائل العقد الأول من القرن الحالي عن طريق تغيير الشخصية الرئيسية من الذكر إلى الأنثى. وفقًا لفيرهوفن ولد فيلم الكتاب الأسود من عناصر لم تتناسب مع أي من أفلامه السابقة، ويمكن اعتباره مكملاً لفيلمه السابق عن الحرب العالمية الثانية في (جندي الحرب البرتقالي)[5]. أكد فيرهوفن أن القصة لا تظهر تباينًا أخلاقيًا واضحًا بين الشخصيات، لموضوع النسبية الأخلاقية بقوله: (في هذا الفيلم، كل شيء له ظل رمادي. لا يوجد أشخاص جيدون تمامًا ولا يوجد أشخاص سيئون تمامًا. إنها مثل الحياة. إنها ليست هوليوودية للغاية). [6]، فيلم (الكتاب الأسود) لا يعتمد على قصة حقيقية، على عكس فيلم (جندي الحرب البرتقالي) لكن فيرهوفن يقول على ان العديد من احداث الفيلم كانت حقيقية [7]. كما هو الحال في الفيلم، كان المقر الألماني في لاهاي. في عام 1944 حيث حوصر العديد من اليهود الذين حاولوا العبور إلى الأجزاء المحررة من جنوب هولندا من قبل رجال الشرطة الهولنديين. كما في الفيلم، جرت محاولات العبور في بيسبوس (Biesbosch)[5] (المنطقة الهولندية الفاصلة بين الجزء المحتل من ألمانيا النازية والمحرر من المقاومة الهولندية) حيث ترتبط الأحداث في حياة المخرج فيرهوفن الذي ولد في عام 1938 ونشأ في لاهاي خلال الحرب العالمية الثانية. [8] كان إعدام مونتز من قبل فرقة إطلاق النار الألمانية بعد الحرب أنهي أصداء لحادث إعدام الألماني الهارب سيء السمعة في مايو 1945.

## التمويل
كان التقدير الأولي لميزانية صنع فيلم (الكتاب الأسود) 12.000.000 يورو. وفقا لمنتج الفيلم روب هووير، الذي عمل مع بول فيرهوفن في الأفلام السابقة، لم يكن من الممكن إنجاز المهمة مقابل هذا المبلغ من المال. أنتجت سان فو مالثا الفيلم مع ثلاثة منتجين آخرين. حاول التوفير في أجزاء مختلفة مثل المشاهد في فلسطين المحتلة، والتي كان يمكن استبعادها دون تغيير حبكة الفيلم، لكن هذا لم يكن قابلاً للتفاوض لبول فيرهوفن.[4]
وبسبب مشاكل التمويل، لم يبدأ تصوير الفيلم كما هو مخطط له في عام 2004 ولكنه تأخر حتى أب/أغسطس 2005.[9][10] في هذا الشهر أُعلن أن فيلم (الكتاب الأسود) تلقى دعمًا بقيمة (000 ر000ر2) يورو تقريبًا من هيئة الإذاعة العامة الهولندية وصندوق ((CoBO ووزارة التعليم والثقافة والعلوم الهولندية.[11] كان هناك أيضًا العديد من المستثمرين الأجانب، مما جعل الفيلم من الإنتاج المشترك البلجيكي والبريطاني والألماني. بميزانية نهائية تقدر بـ (18.000.000) يورو، حتى كان هذا الفيلم الأكثر كلفة من بين الأفلام الهولندية على الإطلاق، وقت إصداره.[4]
في تشرين الأول/أكتوبر 2006، بدأ (12) من أفراد الطاقم ورجال الأعمال دعوى قضائية طالبوا فيها بإفلاس (Zwartboek Productie B.V.)، الكيان القانوني الذي تأسس للفيلم. وكان بعضهم ينتظر بالفعل منذ أكثر من عام للحصول على أموالهم، بإجمالي عشرات الآلاف من اليورو. قامت شركة الإنتاج (Fu Works) بتسوية القضية ووعدت بدفع الدائنين.[12]

## تصوير
تأخر تصوير الفيلم في عام 2004 بسبب مشاكل مالية [9] ومشاكل بول فيرهوفن الصحية.[13] بسبب التأخير، كانت هناك دعوى قضائية بشأن الممثلة الرئيسية كاريس فان هوتن (Carice van Houten) (التي قامت بدور الفتاة اليهودية راشيل شتاين)، التي وافقت على التمثيل في مسرحية. عندما أجبرت كاريس فان هوتين على العودة إلى موقع التصوير، رفعت شركة المسرح دعوى قضائية بسبب التأخير المكلف لإنتاجها. كانت نتيجة الدعوى القضائية أن شركة الإنتاج كان عليها دفع (60) ألف يورو لعدم تواجد هذه الممثلة.[14]
تم التصوير الرئيسي في الفترة من 24 آب/أغسطس حتى 19 كانون الأول/ديسمبر 2005[15] في مواقع في هولندا، بما في ذلك هاردنبرغ، جيتهورن، لاهاي، دلفت ودوردريخت، وفي فلسطين المحتلة، بواسطة (Hocus Focus Films). [16] في المشهد الافتتاحي تم تفجير مزرعة حقيقية قبل الحرب في بلدية هاردنبرغ. وقد أعلنت المزرعة بالفعل أنها غير صالحة للسكن وجاهزة للهدم.[17] تم تصوير بعض الانفجارات تحت الماء في بحيرة بالقرب من فيتهورن. في وسط لاهاي قاموا ببناء المخابئ للتغطية على الأشياء الحديثة مثل مدخل موقف سيارات تحت الأرض.[19] تم استخدام مبنى كلية الكيمياء السابق بجامعة دلفت للتكنولوجيا لتصوير مشاهد السجن. تم إيلاء اهتمام كبير بالتفاصيل في الفيلم. تم استنساخ العديد من الدعائم المسرحية من أربعينيات القرن العشرين، مثل اللافتات والملصقات والكتاب الأسود نفسه. علاوة على ذلك، في أحد مشاهد التحرير في لاهاي، ظهر ما يصل إلى 1200 من الإضافات.[21] أثناء التصوير، كان الجمهور قادرًا على رؤية صنع المشاهد على هواتفهم المحمولة وعلى الإنترنت. [22]

## وسائل الإعلام على أساس الفيلم

### التجديد
تحول السيناريو الذي كتبه بول فيرهوفن وجيرارد سويتمان إلى رواية مثيرة كتبها الكاتب الهولندي لورنس أبينك إسبانيك. تم نشر الكتاب في أيلول/سبتمبر 2006 بواسطة (Uitgeverij Podium) ويحتوي على صور وكلمة ختامية لفيرهوفن وسويتمان. يقول أسبانيك عن الكتاب: "الكتاب الأسود" هو فيلم أدبي. شكله يقع بين الرواية الأمريكية النموذجية، ويصف فقط ما تراه الكاميرا، والرواية الأدبية. الرواية تضيف شيئًا للفيلم. أعطت راشيل شتاين ماض وذكريات ومنزل. في الفيلم لم يكن لديها مساحة شخصية ". [23]

## تسجيل صوتي
تم إصدار الموسيقى التصويرية في 2 تشرين الأول/أكتوبر 2006 بواسطة ميلان ريكوردز. يحتوي الألبوم على أربع أغنيات من ثلاثينيات وأربعينيات القرن العشرين غنتها كاريس فان هوتين أثناء أدائها في دور اليهودية (راشيل شتاين) في الفيلم. ثلاثة باللغة الألمانية، وواحدة باللغة الإنكليزية. المسارات الأخرى كتبها آن دادلي. تم تسجيل الألبوم في لندن وإنتاج روجر دادلي.[24]

## استقبال
يبلغ مجمّع المراجعة Rotten Tomatoes عن تصنيف «جديد» بنسبة 76٪ استنادًا إلى 150 تعليقًا؛ يقول الإجماع العام: «مزيج غاضب من الجنس والعنف والنسبية الأخلاقية، الكتاب الأسود يسلي بلا خجل من الميلودراما». [25] ذكرت ميتاكريتيك أن الفيلم حقق متوسط درجات 71 من أصل 100، بناءً على 34 مراجعة.[26]

## عروض ومهرجانات
قدم فيلم (الكتاب الأسود) للعرض العالمي الأول في 1 أيلول/ سبتمبر 2006 في البندقية، كجزء من الاختيار الرسمي لمهرجان البندقية السينمائي الدولي.[27] هنا تم ترشيحه لجائزة (الأسد الذهبي) وفاز بجائزة (Young Cinema Award) لأفضل فيلم دولي.[28] كان الفيلم أيضًا في الاختيار الرسمي لمهرجان تورنتو السينمائي لعام 2006.
حضر أمير أورانج وزوجته الأميرة ماكسيما العرض الأول للحفل الهولندي للكتاب الأسود في لاهاي في 12 سبتمبر 2006. وكان من الضيوف البارزين الآخرين في العرض الأول رئيس البلدية ويم ديتمان والوزير هانز هوجرفورست والوزيرة كارلا بييجز ووزيرة الدولة ميدي فان دير لان. [29]
تم ترشيح الفيلم لأربع عجول ذهبية في مهرجان هولندا السينمائي عام 2006. وفاز بثلاث فئات: العجل الذهبي لأفضل ممثلة (كاريس فان هوتن)، ولأفضل مخرج (بول فيرهوفن)، ولأفضل فيلم (للمنتجة سان فو مالثا). كان (الكتاب الأسود) هو الفيلم الأكثر نيلاً للجوائز في مهرجان عام 2006.[30]. كان العرض الأول للفيلم في الولايات المتحدة عرضًا احتفاليًا في مدرسة بالم سبرينغز الثانوية في 5 كانون الثاني/يناير 2007 خلال مهرجان بالم سبرينغز السينمائي الدولي. في 2 آذار/ مارس 2007 [31]، كان (الكتاب الأسود) هو الفيلم الافتتاحي لمهرجان ميامي السينمائي الدولي.[32]
كان العرض الألماني الأول لفيلم (الكتاب الأسود)
عرضًا احتفاليًا في (Zoo Palast) في برلين في 9 آيار/مايو 2007.

## استقبال نقدي
تلقت معظم الصحف الهولندية الفيلم بشكل إيجابي. حيث كتبت دانا لينسن في إن آر سي هاندلسبلاد: «في الكتاب الأسود، لا يركز فيرهوفن على الخطاب الأخلاقي بل على المقاييس البشرية، ومع النهج غير الساخر لقيادته الأنثوية والحب الذي أعطاه لونًا جديدًا لعمله».[33] كتبت بليندا فان دي جراف في صحيفة تراو:«نركض بلا نفس على طول المزارع المحترقة، ومقاتلي المقاومة القبيحين، وعاهرات كراوت الجميلة، والجواسيس، والخونة، ولأن القصة يجب أن تستمر في تراكم الصدفات حتى تضحك. تصرخ كاريس فان هوتين» ألا يتوقف ذلك أبدًا!«يكاد يكون من الهراء، وليس من المستغرب بالفعل اقتباس فيلم كلاسيكي.»[34] تقارن هذا الفيلم بفيلم (جنود الحرب البرتقالي Soldier of Orange) وتشرح لماذا لم يكن هذا الفيلم فيلم حرب نمطيًا:«لم تعد مغامرة الحرب قائمة على الشخصية الذكورية من نوع Rutger Hauer))، مع الرجولة والتستوستيرون، ولكن المقاتلة الصغيرة كاريس فان هوتين». [34] تصف الناقدة الأدبية جيسيكا دورلاشر، ابنة أحد الناجين من أوشفيتز، الفيلم في فريج نيديرلاند بالمقارنة التالية: «إن واقع 1940-1945 كما تم تصويره في الكتاب الأسود مقارنة بالواقع يشبه برج إيفل في لاس فيغاس مقارنة بالأصل في باريس».[35] كما كتبت الصحف الدولية بشكل إيجابي عن الفيلم وتحديداً عن كاريس فان هوتين.[36] وفقًا لجيسون سولومونز في الأوبزرفر: «الكتاب الأسود ممتع للغاية، فيلم حرب قديم الطراز في أجزاء، ولكن مع تيارات عميقة حول اليهود الهاربين، المقاومة، المتعاونين وسياسات الحرب الفوضوية. هذا هو بول فيرهوفن، هناك الكثير من مشاهد الجنس والمشهد الذي تبيض فيه النجمة الجذابة للغاية كاريس فان هوتين شعر العانة. وبصرف النظر عن ذلك، فإن أداءها يمثل نجمة، مما يجعل حتى الممثلة الأمريكية سكارلت جوهانسن في الظل.»[37] في (Frankfurter Allgemeine Zeitung) يقول ديرك شومر أن كاريس فان هوتين ليست أكثر جمالًا فحسب، ولكنها أيضًا أفضل ممثلة من الممثلة الأمريكية سكارليت جوهانسن. علاوة على ذلك، يكتب في مراجعته: «هوليوود أوروبا يمكن أن تكون في الواقع أفضل من الأصلية. مع غريزته الأساسية المشحونة في كاليفورنيا، يوضح فيرهوفن هنا السينما كوسيلة لمأساة فردية».[38] يكتب جاك ماندلبوم في مراجعته في لوموند: «هذا الدرس عن الإنسانية والخوف يمكن أن يقع في أعقاب العديد من روائع نادرة ، التي تواجهها هذه القصة بشكل رسمي»؛ [39] كما يقارن الكتاب الأسود مع كلاسيكيات مثل (الدكتاتور العظيم The Great Dictator) و (تكون أو لا تكون To Be or Not to Be) و (السيد كلاين Monsieur Klein).
أعتبر ريتشارد شيكل الفيلم على أنه واحد من أفضل (10) أفلام لعام 2007، حيث صنفته في المرتبة الخامسة، واصفا إياه بأنه «فيلم مظلم، وثري». في حين رأى شيكل أن الفيلم ربما «قديم الطراز من حيث الأسلوب، ومتلاعب بالأحرى في رسمه»، إلا أنه رأى أيضًا «شيئًا مُرضيًا للغاية في الطريقة التي يعمل بها على تحديد مصائر شخصياته المضطربة والتي يمكن تصديقها».

## النجاح التجاري
قبل إصدار الفيلم، تم بيع حقوق التوزيع للموزعين في (52) دولة.[41] ووفقًا لشركة الإنتاج (Fu Works)، فإن هذه المبيعات جعلت من فيلم (الكتاب الأسود) من أكثر الأفلام الهولندية نجاحًا تجاريًا على الإطلاق في وقت إصداره.[42]
تلقى فيلم الكتاب الأسود (فيلمًا ذهبيًا) (أي تم بيع 100.000 تذكرة) في غضون ثلاثة أيام قياسية [43] و (فيلم بلاتينيوم) (أي تم بيع 400.000 تذكرة) في غضون ثلاثة أسابيع بعد العرض الهولندي الأول.[44] حصل الفيلم على مليون زائر في 12 كانون الثاني/يناير 2007. [45]
حصل فيلم (الكتاب الأسود) على أعلى إجمالي شباك التذاكر لفيلم هولندي في عام 2006، وجاء في المرتبة الثالثة بشكل عام في عام 2006 في هولندا، بعد الأفلام الأمريكية (قراصنة الكاريبي Pirates of the Caribbean) (صندوق الرجل الميت Dead Man's Chest) و (شفرة دا فنشي The Da Vinci Code). وحتى 31 كانون الأول/ديسمبر 2006، كان إجمالي شباك التذاكر في هولندا (6,953,118) يورو.[47]

## قائمة العشرة الأوائل
- ظهر الفيلم في قائمة العشرة الأوائل للنقاد لأفضل الأفلام لعام 2007.
- الأول - جوناثان روزنباوم، تعليق على الفيلم [48]
- الثالث - جيمس كولمان، 213 [49]
- الخامس - جيمس براردينيلي، ReelViews [50]
- الخامس - ريتشارد شيكل، مجلة TIME [50]
- المركز الثامن - ناثان لي، صوت القرية [50]
- المركز التاسع - سكوت توبياس، أ. النادي [50]

## قائمة الترشيحات والجوائز
- ترشيح الأسد الذهبي (2006) [27]
- جائزة السينما الشابة لأفضل فيلم دولي (2006) [27]
- الفيلم الذهبي لـ 100,000 زائر في هولندا (2006) [43]
- فيلم بلاتيني لـ 400000 زائر في هولندا (2006) [44]
- البصل الذهبي لممثل أسوأ (2006) لجوني دي مول [51]
- ترشيح العجل الذهبي لأفضل ممثلة مساعدة (2006) لهالينا راين [52]
- العجل الذهبي لأفضل ممثلة (2006) لكاريس فان هوتين [30]
- العجل الذهبي لأفضل مخرج (2006) لبول فيرهوفن [30]
- العجل الذهبي لأفضل فيلم (2006) لسان فو مالثا [30]
- جائزة دائرة ترشيح نقاد لندن السينمائي لأفضل فيلم بلغة أجنبية للعام (2006) [53]
- جائزة لاهاي العامة لعام 2006 للمساهمة في صورة إيجابية لاهاي [54]
- جائزة Nomination British Academy Film لأفضل فيلم ليس في اللغة الإنجليزية (2007) [55]
- التقديم الهولندي لترشيح جائزة الأوسكار لأفضل فيلم بلغة أجنبية (2007)؛ [56] كان على القائمة المختصرة، ولكن ليس من بين المرشحين الخمسة [57]
- الفيلم الماسي لـ 1.000.000 زائر في هولندا (2007) [58]
- جائزة زحل الترشيح لأفضل ممثلة عن كاريس فان هوتين.(2008) [59]
- جائزة زحل الترشيح لأفضل فيلم دولي (2008) [59]

## عدم الدقة التأريخية عن الفيلم
في نهاية الفيلم صور على ان الكيان الصهيوني في حالة دفاع مع اصوات قصف من بعيد للإشارة إلى حالة حرب وبالفعل كان في تشرين الأول/أكتوبر 1956 (حيث انتهى الفيلم) حالة العدوان الثلاثي حيث الهجوم من بريطانيا العظمى وفرنسا والكيان الصهيوني على جمهورية مصر العربية بخصوص ما يسمى بـ أزمة قناة السويس لذلك لم يكن موفقا اظهار الكيان الصهيوني بحالة دفاع عن النفس بل كان في حالة هجوم على سيناء المصرية بغية احتلالها.

## وصلات خارجية
- الموقع الرسمي
- مقالات تستعمل روابط فنية بلا صلة مع ويكي بيانات